# Hippeastrum espiritense
Hippeastrum espiritense là một loài thực vật có hoa trong họ Amaryllidaceae. Loài này được (Traub) H.E.Moore mô tả khoa học đầu tiên năm 1963.